# يان اندروز
يان اندروز (بالإنجليزية: Ian Andrews)‏ (1 ديسمبر 1964 بنوتنغهام في المملكة المتحدة - ) هو لاعب كرة قدم بريطاني في مركز حراسة المرمى. شارك مع منتخب إنجلترا تحت 21 سنة لكرة القدم. أما مع النوادي، فقد لعب مع سويندون تاون وليدز يونايتد وليستر سيتي ونادي بورنموث ونادي ساوثهامبتون ونادي سلتيك ونادي مانسفيلد تاون.

## وصلات خارجية
- يان اندروز على موقع قاعدة بيانات كرة القدم.إي يو (الإنجليزية)
- يان اندروز على موقع Soccerbase.com (لاعب) (الإنجليزية)
- يان اندروز على موقع عالم كرة القدم.نت (الإنجليزية)